# FromSoftware
FromSoftware, Inc. (stilizat ca FROM SOFTWARE) este o companie japoneză de dezvoltare și publicare a jocurilor video. A fost fondată de Naotoshi Zin la Tokyo la 1 noiembrie 1986. Inițial un dezvoltator de software de afaceri, compania a lansat primul lor joc video, King's Field, pentru PlayStation în 1994. Succesul său a făcut ca FromSoftware să se concentreze pe deplin pe jocuri, producând încă două jocuri King's Field înainte de prima lansare a seriei mecha de împușcături Armored Core în 1997.
Până în anii 2000, printre lansările FromSoftware s-au numărat Echo Night, Shadow Tower, Lost Kingdoms, Otogi și Another Century's Episode. Odată cu lansarea PlayStation 2 în 2000, FromSoftware a lansat jocurile RPG Eternal Ring și Evergrace. Compania a obținut un succes remarcabil în anii 2010 cu trilogia de jocuri de rol de acțiune Demon's Souls și Dark Souls. Adesea citate printre cele mai bune jocuri video realizate vreodată, accentul pus pe dificultăți mari și povestiri ecologice a dus la crearea subgenului Soulslike, care include jocuri ca Bloodborne (2015), Sekiro (2019) și Elden Ring (2022). 
Hidetaka Miyazaki, creatorul și directorul Dark Souls, a fost director și președinte reprezentant al FromSoftware din 2014, cu Naotoshi Zin consilier. Miyazaki conduce și proiectează majoritatea jocurilor companiei, pe lângă sarcinile sale executive. FromSoftware este deținută în principal de Kadokawa Corporation, cu participații minoritare de către subsidiara Tencent Sixjoy Hong Kong și Sony Interactive Entertainment. FromSoftware își lansează singură jocurile de obicei în Japonia și a colaborat cu edituri precum Agetec, Sony și Bandai Namco Entertainment la nivel internațional.

## Jocuri video
| An   | Titlu                                            | Sistem                                                           | Editură internațională                                                 |
| ---- | ------------------------------------------------ | ---------------------------------------------------------------- | ---------------------------------------------------------------------- |
| 1994 | King's Field                                     | PlayStation                                                      | N/A                                                                    |
| 1995 | King's Field II                                  | PlayStation                                                      | AN : ASCII Entertainment EU : Sony Computer Entertainment              |
| 1996 | King's Field III                                 | PlayStation                                                      | ASCII Entertainment                                                    |
| 1997 | Armored Core                                     | PlayStation                                                      | Sony Computer Entertainment                                            |
| 1997 | Armored Core: Project Phantasma                  | PlayStation                                                      | ASCII Entertainment                                                    |
| 1998 | Shadow Tower                                     | PlayStation                                                      | Agetec                                                                 |
| 1998 | Echo Night                                       | PlayStation                                                      | Agetec                                                                 |
| 1999 | Armored Core: Master of Arena                    | PlayStation                                                      | Agetec                                                                 |
| 1999 | Spriggan: Lunar Verse                            | PlayStation                                                      | N/A                                                                    |
| 1999 | Frame Gride                                      | Dreamcast                                                        | N/A                                                                    |
| 1999 | Echo Night 2: The Lord of Nightmares             | PlayStation                                                      | N/A                                                                    |
| 2000 | Eternal Ring                                     | PlayStation 2                                                    | AN : Agetec EU : Ubisoft                                               |
| 2000 | Evergrace                                        | PlayStation 2                                                    | AN : Agetec EU : Ubisoft                                               |
| 2000 | Armored Core 2                                   | PlayStation 2                                                    | AN : Agetec EU : Ubisoft                                               |
| 2000 | The Adventures of Cookie & Cream                 | PlayStation 2                                                    | AN : Agetec EU : Empire Interactive                                    |
| 2001 | Armored Core 2: Another Age                      | PlayStation 2                                                    | AN : Agetec EU : Metro3D                                               |
| 2001 | Forever Kingdom                                  | PlayStation 2                                                    | Agetec                                                                 |
| 2001 | King's Field IV                                  | PlayStation 2                                                    | AN : Agetec EU : Metro3D                                               |
| 2002 | Armored Core 3                                   | PlayStation 2, PlayStation Portable                              | AN : Agetec EU : Metro3D                                               |
| 2002 | Lost Kingdoms                                    | GameCube                                                         | Activision                                                             |
| 2002 | Murakumo: Renegade Mech Pursuit                  | Xbox                                                             | Ubisoft                                                                |
| 2002 | Otogi: Myth of Demons                            | Xbox                                                             | Sega                                                                   |
| 2003 | Silent Line: Armored Core                        | PlayStation 2, PlayStation Portable                              | Agetec                                                                 |
| 2003 | Thousand Land                                    | Xbox                                                             | N/A                                                                    |
| 2003 | Lost Kingdoms II                                 | GameCube                                                         | Activision                                                             |
| 2003 | Shadow Tower Abyss                               | PlayStation 2                                                    | N/A                                                                    |
| 2003 | Otogi 2: Immortal Warriors                       | Xbox                                                             | Sega                                                                   |
| 2004 | Echo Night: Beyond                               | PlayStation 2                                                    | AN : Agetec EU : Indie Games Productions                               |
| 2004 | Armored Core: Nexus                              | PlayStation 2                                                    | Agetec                                                                 |
| 2004 | Kuon                                             | PlayStation 2                                                    | AN : Agetec EU : Indie Games Productions                               |
| 2004 | Armored Core: Nine Breaker                       | PlayStation 2                                                    | AN : Agetec EU : 505 Games                                             |
| 2004 | Armored Core: Formula Front                      | PlayStation Portable, PlayStation 2                              | AN : Agetec EU : 505 Games                                             |
| 2004 | Metal Wolf Chaos                                 | Xbox, PlayStation 4, Windows, Xbox One                           | Devolver Digital                                                       |
| 2005 | Yoshitsune Eiyūden                               | PlayStation 2                                                    | N/A                                                                    |
| 2005 | Another Century's Episode                        | PlayStation 2                                                    | Banpresto                                                              |
| 2005 | Armored Core: Last Raven                         | PlayStation 2, PlayStation Portable                              | AN : Agetec EU : 505 Games                                             |
| 2006 | Enchanted Arms                                   | Xbox 360, PlayStation 3                                          | Ubisoft                                                                |
| 2006 | Another Century's Episode 2                      | PlayStation 2                                                    | Banpresto                                                              |
| 2006 | Chromehounds                                     | Xbox 360                                                         | Sega                                                                   |
| 2006 | King's Field: Additional I                       | PlayStation Portable                                             | N/A                                                                    |
| 2006 | King's Field: Additional II                      | PlayStation Portable                                             | N/A                                                                    |
| 2006 | Armored Core 4                                   | PlayStation 3, Xbox 360                                          | AN : Sega EU : 505 Games                                               |
| 2007 | Nanpure VOW                                      | Nintendo DS                                                      | N/A                                                                    |
| 2007 | Iraroji VOW                                      | Nintendo DS                                                      | N/A                                                                    |
| 2007 | Another Century's Episode 3: The Final           | PlayStation 2                                                    | Banpresto                                                              |
| 2008 | Armored Core: For Answer                         | PlayStation 3, Xbox 360                                          | Ubisoft                                                                |
| 2008 | Shadow Assault: Tenchu                           | Xbox 360                                                         | N/A                                                                    |
| 2009 | Inugamike no Ichizoku                            | Nintendo DS                                                      | N/A                                                                    |
| 2009 | Ninja Blade                                      | Xbox 360, Windows                                                | Microsoft Game Studios                                                 |
| 2009 | Demon's Souls                                    | PlayStation 3                                                    | JP: Sony Computer Entertainment AN : Atlus PAL : Namco Bandai Partners |
| 2009 | Yatsu Hakamura                                   | Nintendo DS                                                      | N/A                                                                    |
| 2010 | Another Century's Episode: R                     | PlayStation 3                                                    | Banpresto                                                              |
| 2010 | Monster Hunter Diary: Poka Poka Airou Village    | PlayStation Portable                                             | Capcom                                                                 |
| 2011 | Another Century's Episode Portable               | PlayStation Portable                                             | Namco Bandai Games                                                     |
| 2011 | Dark Souls                                       | PlayStation 3, Xbox 360, Windows                                 | Namco Bandai Games                                                     |
| 2012 | Armored Core V                                   | PlayStation 3, Xbox 360                                          | Namco Bandai Games                                                     |
| 2012 | Mobile Suit Gundam Unicorn                       | PlayStation 3                                                    | Namco Bandai Games                                                     |
| 2012 | Steel Battalion: Heavy Armor                     | Xbox 360                                                         | Capcom                                                                 |
| 2013 | Armored Core: Verdict Day                        | PlayStation 3, Xbox 360                                          | Namco Bandai Games                                                     |
| 2014 | Dark Souls II                                    | PlayStation 3, Xbox 360, Windows                                 | Bandai Namco Games                                                     |
| 2015 | Dark Souls II: Scholar of the First Sin          | PlayStation 3, PlayStation 4, Windows, Xbox 360, Xbox One        | Bandai Namco Games                                                     |
| 2015 | Bloodborne                                       | PlayStation 4                                                    | Sony Computer Entertainment                                            |
| 2015 | Monster Hunter Diary: Poka Poka Airou Village DX | Nintendo 3DS                                                     | Capcom                                                                 |
| 2016 | Dark Souls III                                   | PlayStation 4, Xbox One, Windows                                 | Bandai Namco Entertainment                                             |
| 2018 | Déraciné                                         | PlayStation 4 (PlayStation VR)                                   | Sony Interactive Entertainment                                         |
| 2019 | Sekiro: Shadows Die Twice                        | PlayStation 4, Windows, Xbox One, Stadia                         | Activision                                                             |
| 2022 | Elden Ring                                       | PlayStation 4, PlayStation 5, Windows, Xbox One, Xbox Series X/S | Bandai Namco Entertainment                                             |
| 2023 | Armored Core VI: Fires of Rubicon                | PlayStation 4, PlayStation 5, Windows, Xbox One, Xbox Series X/S | Bandai Namco Entertainment                                             |
| 2025 | Elden Ring Nightreign                            | PlayStation 4, PlayStation 5, Windows, Xbox One, Xbox Series X/S | Bandai Namco Entertainment                                             |